# Sopwith Triplan
Le Sopwith Triplan était un avion de chasse triplan britannique de la Première Guerre mondiale.

## Historique
Cet appareil était développé à partir du Sopwith Pup et, dans le but d'améliorer ses aptitudes et sa maniabilité, on lui rajouta une troisième aile. Le prototype était prêt en mai 1916.

## Engagement
Sa mise en service opérationnelle eut lieu en novembre 1916, mais il fut remplacé par le Sopwith Camel plus performant après seulement un an de service. Au total 152 exemplaires de cet appareil furent construits. Il était certes maniable, mais il était handicapé par un armement trop faible et des performances en vol insuffisantes. Les Allemands reprirent l'idée d'un avion triplan et développèrent le Fokker Dr.I qui connut une carrière plus brillante.